# Emiliano Álvarez (calciatore 2001)
Emiliano Federico Álvarez Silva (Montevideo, 6 febbraio 2001) è un calciatore uruguaiano, difensore del Cerro.

## Carriera
Cresciuto nel settore giovanile dello Defensor Sporting, ha esordito in prima squadra il 13 gennaio 2021 disputando l'incontro di Primera División pareggiato 1-1 contro il Boston River. Nel 2023 ha giocato nella seconda divisione greca con l'Īraklīs, per poi tornare a giocare nella prima divisione uruguaiana, questa volta al Cerro.

## Statistiche

### Presenze e reti nei club
Statistiche aggiornate all'8 maggio 2022.
| Stagione        | Squadra           | Campionato      | Campionato | Campionato | Coppe nazionali | Coppe nazionali | Coppe nazionali | Coppe continentali | Coppe continentali | Coppe continentali | Altre coppe | Altre coppe | Altre coppe | Totale | Totale |
| Stagione        | Squadra           | Comp            | Pres       | Reti       | Comp            | Pres            | Reti            | Comp               | Pres               | Reti               | Comp        | Pres        | Reti        | Pres   | Reti   |
| --------------- | ----------------- | --------------- | ---------- | ---------- | --------------- | --------------- | --------------- | ------------------ | ------------------ | ------------------ | ----------- | ----------- | ----------- | ------ | ------ |
| 2020            | Defensor Sporting | PD              | 2          | 0          |                 | -               | -               |                    | -                  | -                  |             | -           | -           | 2      | 0      |
| 2021            | Defensor Sporting | SD              | 9          | 0          |                 | -               | -               |                    | -                  | -                  |             | -           | -           | 9      | 0      |
| 2022            | Defensor Sporting | PD              | 6          | 0          |                 | -               | -               |                    | -                  | -                  |             | -           | -           | 6      | 0      |
| Totale carriera | Totale carriera   | Totale carriera | 17         | 0          |                 | -               | -               |                    | -                  | -                  |             | -           | -           | 17     | 0      |

## Palmarès

### Club

#### Competizioni nazionali
- Copa Uruguay: 1

Defensor Sporting: 2022